# 1900 dans les chemins de fer
Chronologie des chemins de fer
1899 dans les chemins de fer - 1900 - 1901 dans les chemins de fer

## Évènements

### Janvier
- 1er janvier. États-Unis : Création du Pere Marquette Railroad dans la région des Grands Lacs par fusion du Flint and Pere Marquette Railway Company, du Detroit, Lansing and Northern Railroad et du Chicago and West Michigan Railroad.

### Mars
- 21 mars.  France :   Déclaration d'utilité publique du premier réseau des Chemins de fer des Côtes-du-Nord.

### Juin
- 27 juin, Royaume-Uni : ouverture officielle de la Central line du métro de Londres.

### Juillet
- 13 juillet, France : à Paris, ouverture du funiculaire de Montmartre.
- 15 juillet, France : ouverture du tramway d'Étaples à Paris-Plage.
- 19 juillet, France : ouverture de la première ligne (ligne 1) du métro de Paris entre Porte de Vincennes et Porte Maillot, avec seulement 8 stations, les autres étant mises en service entre le 6 août et le 1er septembre[1].
- 29 juillet, Canada : fin des travaux de la White Pass & Yukon Railroad entre Skagway et Whitehorse.

### Août
- 6 août, France : ouverture des stations Châtelet et Saint-Paul de la ligne 1 du métro de Paris.
- 13 août, France : ouverture des stations Alma et Concorde de la ligne 1 du métro de Paris.
- 20 août, France : ouverture des stations Louvre et Reuilly de la ligne 1 du métro de Paris.
- 30 août, France : ouverture de la ligne de chemin de fer de Plaisir-Grignon à Épône-Mézières (Yvelines).

### Septembre
- 1er septembre, France : ouverture des stations Obligado et Étoile de la ligne 1 du métro de Paris.

### Octobre
- 1er octobre, Suisse : première séance du conseil d'administration des chemins de fer fédéraux suisses.
- 2 octobre, France : ouverture de l'« embranchement » de la ligne 1 du métro de Paris Étoile - Trocadéro, qui deviendra plus tard l'extrémité ouest de la ligne 6[1].
- 14 octobre, France : ouverture de la ligne Montérolier-Buchy - Saint-Saëns de la Compagnie des chemins de fer du Nord.

### Décembre
- 13 décembre, France : ouverture de l'« embranchement » de la ligne 1 du métro de Paris Étoile - Porte Dauphine, qui deviendra plus tard l'extrémité ouest de la ligne 2[1].

L’Espagne compte 10 000 km de voies ferrées. La Hongrie 17 500 km. L’Italie 16 053 km. Le Royaume-Uni 36 920 km. La France 39 913 km. L'Allemagne 54 976 km.